# Agustín Barovero
Agustín Barovero (n. 1986, Mar del Plata, Argentina) es un docente y activista autista argentino.

## Biografía
Desde 2022 elabora contenido audiovisual para redes contando su vivencia como autista diagnosticado de adulto.Se ha desempeñado también como autor y director teatral.